# Réseau de diffusion de contenu
Pour les articles homonymes, voir RDC et CDN.
Un réseau de diffusion de contenu (RDC) ou en anglais content delivery network (CDN) est constitué d’ordinateurs reliés en réseau à travers Internet et qui coopèrent afin de mettre à disposition du contenu ou des données à des utilisateurs.
Ce réseau est constitué :
- de serveurs d'origine, d'où les contenus sont « injectés » dans le RDC pour y être répliqués ;
- de serveurs périphériques, typiquement déployés à plusieurs endroits géographiquement distincts, où les contenus des serveurs d'origine sont répliqués ;
- d'un mécanisme de routage permettant à une requête utilisateur sur un contenu d'être servie par le serveur le « plus proche », dans le but d’optimiser le mécanisme de transmission / livraison.

Les serveurs (ou nœuds) sont généralement connectés à Internet à travers différentes dorsales Internet. 
L’optimisation peut se traduire par la réduction des coûts de bande passante, l’amélioration de l’expérience utilisateur (réduction de la latence), voire les deux.
Le nombre de nœuds et de serveurs qui constituent un RDC varie selon les choix d’architecture, certains pouvant atteindre plusieurs milliers de nœuds et des dizaines de milliers de serveurs.

## Types de RDC
On peut distinguer plusieurs types de RDC :
- les RDC de caching pour le téléchargement, dont ceux supportant les contenus de sites web dynamiques ;
- les RDC de streaming de média, dont ceux supportant les flux audiovisuels en direct (live).

Dans le cas du streaming, un flux audiovisuel est injecté sur un point de publication au niveau du serveur origine du RDC et aussitôt répliqué vers les serveurs en bordure.
Les RDC de streaming supportant les flux live doivent pouvoir supporter différentes familles de streaming :
- Microsoft Windows Media [réf. souhaitée]
- Adobe Flash Live (classique) [réf. souhaitée]
- Adobe Flash Dynamic streaming [réf. souhaitée]
- Microsoft Smooth Streaming [réf. souhaitée]
- Apple HTTP Streaming (pour iPhone et le lecteur Quicktime X) [réf. souhaitée]
- 3GPP PSS (pour téléphone mobile) [réf. souhaitée]
- Internet Streaming Media Alliance (en)[réf. souhaitée]

L'émergence (à partir de 2009) du streaming adaptatif en HTTP où le flux continu est segmenté et chaque segment est téléchargé comme un fichier classique par le protocole HTTP a permis aux RDC de streaming d'offrir des tarifs proches de ceux — moins élevés — des RDC de caching, grâce au fait que les serveurs situés dans les nombreux nœuds en bordure de réseau n'utilisent alors qu'un logiciel serveur HTTP classique, dont le coût de licence est souvent gratuit, alors que pour le cas des logiciels serveurs de streaming, il y a très souvent un coût de licence non négligeable.

## Techniques

Distribution traditionnelle à gauche, distribution RDC à droite.

### Routage vers le «meilleur» nœud
Les requêtes sont aiguillées vers les nœuds choisis comme étant optimaux, en fonction des choix de conception. Ainsi, quand la recherche de performance est privilégiée, les nœuds qui peuvent délivrer les données le plus rapidement possible à l’utilisateur sont sélectionnés. La mesure peut être le nombre de rebonds ou le temps réseau nécessaire pour atteindre l’utilisateur demandeur. Quand c’est l’optimisation du coût qui est recherchée, les emplacements offrant le coût le plus faible en émission seront choisis.
Néanmoins, ces deux types d’optimisation ont souvent tendance à se recouper, le nœud le plus proche de l’utilisateur client étant également celui offrant le coût de transmission le plus faible. Un exemple est lorsque le nœud et le client sont connectés à la même dorsale Internet.
Le mécanisme d'aiguillage des requêtes utilisateurs vers le meilleur nœud s'appuie très souvent sur le système DNS de résolution de noms Internet en adresses Internet. Par exemple, l'adresse www.youtube.com sera routée pour certains utilisateurs vers le nœud youtube-ui.l.google.com considéré par le mécanisme de routage du RDC comme le « meilleur » nœud pour eux.
Un contenu « cédénéisé » (en référence aux initiales anglaises CDN) est un contenu qui aura été « injecté » dans le RDC, donc répliqué dans les nœuds en bordure d'Internet et dont la référence ou URL publique aura été modifiée par le RDC. C'est cette URL « cédénéisée » qui doit être connue des utilisateurs afin que, lorsqu'ils font une requête sur ce contenu, le mécanisme de résolution se déclenche, et ce soit le meilleur nœud qui serve cette requête.

### RDC pair-à-pair
Le modèle pair-à-pair est de plus en plus utilisée pour les RDC, afin de fournir des contenus aux utilisateurs finaux. Les avantages avancés sont les faibles coûts de distribution et une distribution efficace. Même si le pair-à-pair génère actuellement plus de trafic que les modèles traditionnels client-serveur ou RDC, il est bien accueilli par les services de distribution. Son intérêt apparaît particulièrement quand on doit distribuer des données très demandées en peu de temps. Un des avantages de ce modèle pair-à-pair est que plus les gens récupèrent une même ressource, plus cette ressource a de probabilité d'être partagée à nouveau dans le système, et donc plus il est simple de trouver cette ressource dans ce système. Cela fait baisser considérablement les coûts des redevances de transit IP.
Les systèmes pair-à-pair ne sont pas limités à l'audio à faible débit ou à la distribution de vidéos. Il n'y a pas de limite technique dans la technologie pair-à-pair qui empêcherait la distribution en Full HD de signaux audio ou vidéo. La seule limite actuelle est le faible débit montant (upload) des connexions utilisées par les particuliers.
Il existe certaines préoccupations au sujet du manque de contrôle du service de distribution P2P, mais ces sujets sont abordés par le P2P-Suite consortium[Quoi ?] [réf. souhaitée]. D'autres préoccupations sont la sécurité (exemple : sécurité des données et transactions permettant la modification du contenu incluant un logiciel malveillant, des techniques sont là pour augmenter la sécurité globale) et DRM.

## Évolutions

### Émergence des RDC d'opérateurs de réseaux de télécommunication (TelCo CDN)
La croissance rapide du trafic Internet liée à la consultation plus massive de contenus vidéo par les Internautes a nécessité et continue de nécessiter des investissements dans les infrastructures réseau des fournisseurs d'accès à Internet, dans le but d'augmenter leur connectivité avec le reste d'Internet (donc vers les sources des contenus). Ces investissements d'infrastructure permettent de conserver une qualité de navigation correcte à leurs abonnés et évitent la congestion des artères les connectant à Internet. Plutôt que d'augmenter sans cesse le débit de ces artères, les opérateurs choisissent de plus en plus souvent de déployer un CDN dont les nœuds sont installés encore plus près de leurs abonnés. On parle alors de TelCo CDN ou de deeper CDN (CDN plus profond).

### Avantages des RDC
C'est parce qu'ils possèdent le réseau que les opérateurs TelCo ont un avantage sur les opérateurs classiques de service de RDC. Ils peuvent placer les serveurs en bordure du RDC au plus profond, au plus près de l'accès des abonnés au réseau, limitant ainsi le trafic sur les artères principales du réseau. Ce positionnement profond des serveurs en bordure n'est pas possible pour les acteurs classiques du RDC, à moins d'un accord stratégique avec une telco. Un autre avantage est qu'une telco n'a pas à payer la bande passante à un autre opérateur pour le trafic vers les serveurs en bordure qui passe sur son réseau. Au contraire, les acteurs classiques du RDC doivent louer cette capacité aux fournisseurs de réseaux qui relient leurs différents points de présence.

### Fédérations de RDC
En juin 2011, le site web StreamingMedia.com d'actualité du secteur du streaming media rapporte qu'un groupe d'opérateurs a fondé une entité dénommée Operator Carrier Exchange (OCX) [réf. souhaitée] dans le but de permettre l'interconnexion de leurs réseaux de RDC, afin de concurrencer plus efficacement les grands acteurs classiques du RDC, tels qu'Akamai ou Limelight Networks, dont la couverture globale en termes de points de présence dans le monde est forcément plus large que celle d'une seule telco. Les telcos rendent ainsi leur offre de RDC fédérée plus intéressante pour un fournisseur de contenus qui souhaite distribuer celui-ci vers l'ensemble des abonnés de cette fédération.
 Il est probable que l'on voie prochainement apparaître plusieurs de ces fédérations de RDC. Celles-ci grossiront en recrutant telle ou telle telco dont la couverture géographique et la base de ses abonnés viendra compléter celles déjà offertes par les membres précédents.[réf. souhaitée] [Interprétation personnelle ?]

## Liste des RDC

### RDC gratuits
- Coral Content Distribution Network
- coBlitz (racheté par Akamai en novembre 2012)[2]
- Google AJAX Libraries API (met à disposition plusieurs bibliothèques JavaScript populaires)
- Microsoft AJAX CDN (met à disposition jQuery et les scripts AJAX d'ASP.NET) [3]

### Services de RDC commerciaux
- Limelight Networks
- KeyCDN
- Akamai Technologies
- Amazon CloudFront
- AT&T
- CDN77
- CDNsun.com
- CloudFlare
- Level 3 Communications
- OVH
- SFR Business Team
- Ateme CDN
- Qwilt

### RDC commerciaux utilisant le pair-à-pair
- BitTorrent DNA [4]
- Hola![5]

- Streamroot[6] (racheté par Lumen Technologies[7], puis fermé)

## Incidences en matière de vie privée
La pratique des webmestres consistant à appeler des ressources depuis un site tiers pour compléter leur site n'est pas sans conséquence en matière de vie privée, en faisant entrer un tiers dans la relation site visité/utilisateur. C'est ainsi que Google, par exemple, fournit gracieusement pour d'autres sites des bibliothèques JavaScript, des polices de caractères etc., ce qui lui permet de pister les internautes de sites en sites pour établir leur profil le plus complet possible. Des outils permettent d'éviter cela, comme l'extension Decentraleyes pour le navigateur Firefox qui remplace à la volée pour l'internaute les contenus que son navigateur aurait normalement dû aller chercher sur des CDN centralisés ; il est aussi possible de configurer son navigateur afin d'utiliser le protocole HTTPS, en la couplant par exemple à un cache privé.